# Islamitische Beweging in Israël
De Islamitische Beweging in Israël is een islamitische beweging in de staat Israël. De beweging is actief op drie niveaus: religieus (islamitisch onderwijs, religieuze diensten), sociaal (hulpdiensten) en antizionistisch (oppositie tegen de staat Israël en steun voor Palestijnse zaak).
De oprichter, Abdullah Nimar Darwish, kreeg drie jaar gevangenisstraf omdat hij een beweging had opgericht die tot doel had een islamitische staat in Palestina te vestigen. Na zijn vrijlating halverwege de jaren 80 verzette hij zich tegen politiek geweld tegen de staat Israël en voerde hij campagne voor de integratie van Palestijnen binnen de joodse staat, waarbij hij integratie zag als de beste manier om dit te bereiken 'om hun omstandigheden te verbeteren'.